# امامزاده شاه قاسم
امامزاده شاه قاسم مربوط به دوره صفوی است و در شهرستان تفرش، روستای کهنک واقع شده و این اثر در تاریخ ۲۵ اسفند ۱۳۷۹ با شمارهٔ ثبت ۳۵۳۱ به‌عنوان یکی از آثار ملی ایران به ثبت رسیده است.